# Konfident (film, 2012)
Konfident je český film Juraje Nvoty z roku 2012.

## Obsazení
| Jiří Mádl            | Adam       |
| Michaela Majerníková | Eva        |
| Ondřej Vetchý        | Dravec     |
| Jan Budař            | Rybárik    |
| Marek Geišberg       | kněz       |
| Tatiana Pauhofová    | sousedka   |
| Vladimír Hajdu       | soused     |
| Arnošt Goldflam      | spisovatel |
| Marko Igonda         | Matúš      |
| Maciej Stuhr         | člen StB   |
| Martin Geišberg      | Ján        |
| Tomáš Lamoš          |            |
| Roman Poláčik        |            |